# Franz Seraph Hattler

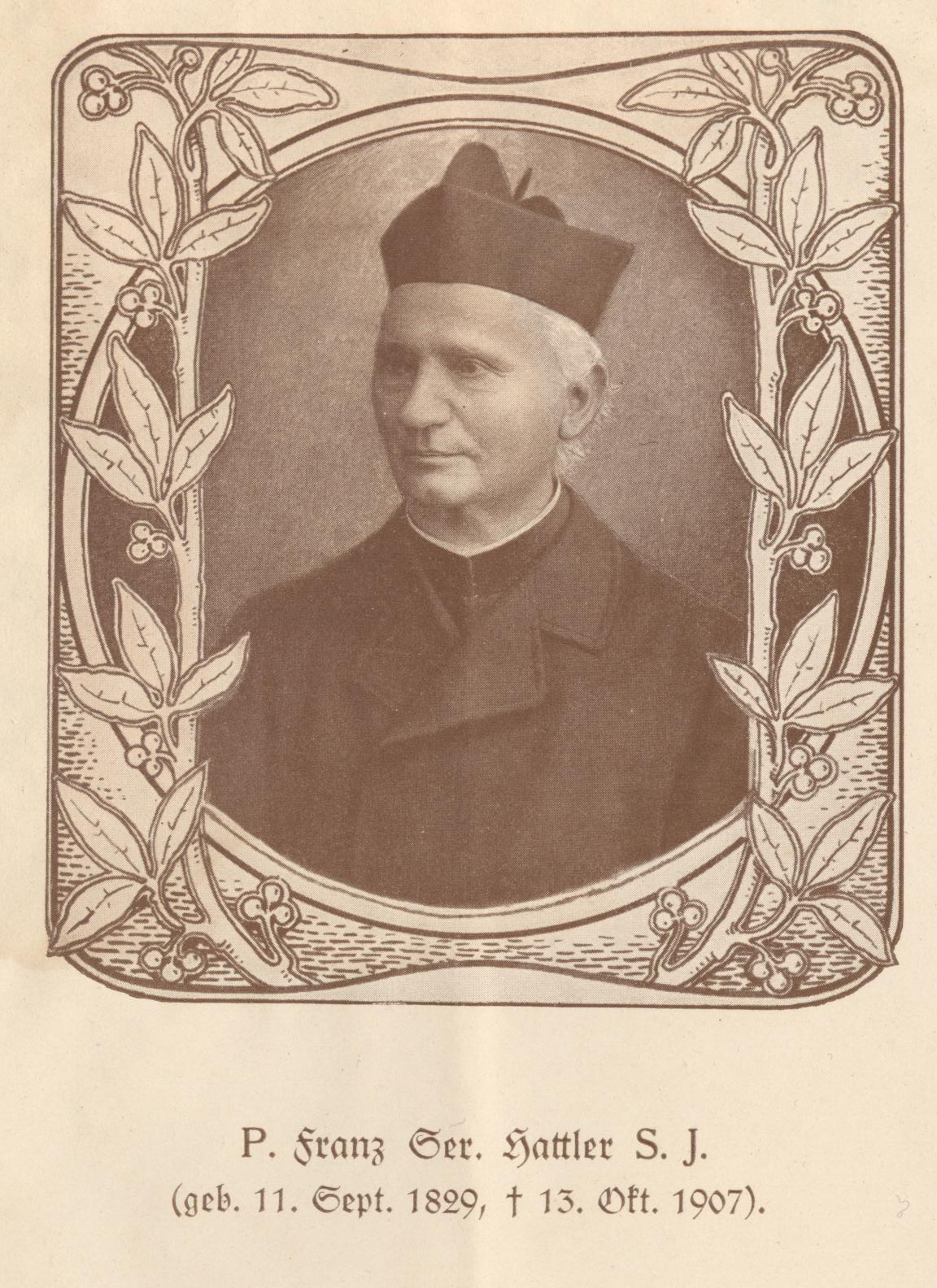
Pater Franz Seraph Hattler S.J.

Franz Seraph Hattler SJ (* 11. September 1829 in Anras, Tirol; † 13. Oktober 1907 in Innsbruck) war ein österreichischer katholischer Priester und Schriftsteller und ein Apostel der Herz-Jesu-Verehrung im deutschsprachigen Raum.

## Leben
Franz Seraph Hattler wurde als Sohn des Försters Pius Hattler aus Kartitsch und seiner Ehefrau Apollonia geb. Weitenhofer, in Anras geboren. 1834 wurde der Vater von dort nach Unteraßling versetzt. Da Kirche und Schule hier eine gute Stunde vom väterlichen Forsthaus entfernt lagen, zog die Mutter mit den 3 Söhnen in ihre Heimat Welsberg. Dort empfing Franz Seraph die Erstkommunion. Bald übersiedelte die Familie nach Ainet, wo der Vater nun amtierte, aber wenig später starb. Franz Seraph Hattler besuchte ab 1842 die Hauptschule der Franziskaner in Lienz, 1844 wechselte er auf das Gymnasium zu Bozen.
Im Jahr 1852 trat er in die Gesellschaft Jesu ein und erhielt 1860 durch den Brixener Fürstbischof Vinzenz Gasser die Priesterweihe. Von 1865 bis 1882 lebte Pater Hattler in Kalksburg bei Wien und wirkte im dortigen Jesuitenkolleg Kalksburg als Professor der Religion, der Philosophie und der deutschen Literatur. Außerdem war er Präfekt, Beichtvater, Prediger, Leiter der Marianischen Kongregation und widmete sich der Schriftstellerei. Aus dieser Zeit stammen Ernste Worte, Kinderschutz sowie die tagespolitischen Weckstimmen, in denen es u. a. um die konfessionelle Schule geht. Ab 1865 wurde er Mitarbeiter beim Sendboten des göttlichen Herzens Jesu und fungierte zwischen 1882 und 1887 als dessen Schriftleiter. Er schrieb als Volksschriftsteller viele Bücher zur Förderung der Herz-Jesu-Verehrung, aber auch wissenschaftliche Werke zur theologischen Begründung. Einige seiner Bücher erlebten mehrfache Auflagen und Übersetzungen in andere Sprachen. Etliche Grundlagenwerke der Herz-Jesu-Verehrung gab er neu heraus. 1884 übersetzte er Joseph de Gallifets Werk De Cultu Sacrosanti Cordis Jesu ins Deutsche. Von Jean Croiset gab er 1888 Die Andacht zum heiligsten Herzen Jesu und 1889 Die Täuschungen des Herzens in jedem Range und Stande heraus; von Claude de la Colombière veröffentlichte er 1882 das geistliche Tagebuch, 1903 ergänzt mit dessen Lebensbild. Auch das Goldene Tugendbuch von Friedrich Spee wurde 1887 von ihm neu herausgegeben.
Ab 1882 ließ sich Pater Hattler wieder in seiner Tiroler Heimat nieder. Auf dem Zenzenhof bei Innsbruck widmete er sich der Schriftleitung des Sendboten des göttlichen Herzens Jesu. Zu seinem 70. Geburtstag 1899 ernannte ihn sein Geburtsort Anras zum Ehrenbürger und ließ eine Tafel an seinem Geburtshaus anbringen, deren Inschrift lautete: „In diesem Hause wurde im Jahre 1829 geboren P. Franz Hattler S.J., Volksschriftsteller und eifriger Förderer der Herz-Jesu-Andacht.“ Im September 1907 erkrankte Hattler an einer Lungenentzündung, von der er sich nicht mehr erholte, und starb vier Wochen später daran.

## Werke (Auswahl)
- Die Liebesdienste des göttlichen Herzens Jesu. 1867.
- Der Garten des Herzens Jesu. 1870.
- Geschichte der Andacht zum heiligsten Herzen Jesu. 1875.
- Katholischer Kindergarten. 1877.
- Blumen aus dem katholischen Kindergarten. 1879.
- Stilleben im Herzen Jesu. 1879.
- Herz-Jesu-Monat. 1881.
- Der ehrwürdige Pater Jakob Rem aus der Gesellschaft Jesu und seine Marienkonferenz. 1881.
- Wanderbuch für die Reise in die Ewigkeit. 2 Bde. 1883–84.
- Das Haus des Herzens Jesu. 1884.
- Herz-Jesu-Büchlein für Kinder. 1887.
- Der Maimonat. 1888.
- Missionsbilder aus Tirol. 1889.
- Das blutige Vergißmeinnicht. 1890.
- Christliches Hausbrot. 2 Bde. 1892.
- Festschrift zur hundertjährigen Jubelfeier des Bundes Tirols mit dem göttlichen Herzen Jesu 1798–1896. 1896.
- Großes Herz-Jesu-Buch. 1897.
- Missionsbilder aus Tirol. 1899.
- Ein Sträußchen Rosmarin. 1901.
- Lebensbild des ehrwürdigen Claudius de la Colombière. 1903.[1]
- Der Weg zum Herzen Jesu, 1907